# Amphilius grandis
Amphilius grandis és una espècie de peix pertanyent a la família dels amfílids i a l'ordre dels siluriformes.

## Descripció
Fa 18,1 cm de llargària màxima. Cos allargat, aplanat ventralment fins a la base d'aleta anal i, llavors, estrenyent-se dorsalment fins al final del peduncle caudal. El perfil dorsal s'eleva suaument des de l'extrem del musell fins a l'origen de l'aleta dorsal i continua gairebé horitzontal fins al final del peduncle caudal, el qual és comprimit lateralment. Presenta una major altura a l'àrea de l'origen de l'aleta dorsal. Anus i obertures urogenitals situades a la zona més posterior de les aletes pelvianes i més a prop de la inserció de les susdites aletes que de l'origen de l'aleta anal. Pell llisa. Línia lateral completa i estenent-se des de la vora dorsal de la cavitat opercular fins a la base de l'aleta caudal. 37-40 vèrtebres totals (20-23 abdominals i 15-18 caudals). Cap i part anterior del cos amples. Cap en forma de falca vist des d'una posició lateral. Musell ample i rom quan es veu des de dalt. El cap s'eixampla des de l'extrem del musell fins a la base de les aletes pectorals. Membranes branquiòstegues unides moderadament a l'istmus, formant una connexió en forma de "V" i amb 7-9 radis. Boca ampla, suaument corbada i subterminal. Llavis carnosos. Dents còniques i curtes. 3 parells de barbetes sensorials: el corresponent al maxil·lar és carnós, aplanat, amb l'extrem esmolat i s'estén des de la comissura de la boca fins a aproximadament la base de les aletes pectorals; el mandibular extern té l'extrem puntegut, comença al cantó posterior de la mandíbula inferior i s'estén fins a l'origen de les aletes pectorals; i el mandíbular intern s'estén fins a la membrana branquiòstega. Ulls petits i col·locats dorsolateralment gairebé a mig camí entre l'extrem del musell i el marge posterior de l'opercle. Diàmetre horitzontal dels ulls lleugerament més ample que el vertical. Narius separats, però relativament a prop l'un de l'altre (el posterior situat a mig camí entre els ulls i l'extrem del musell). Origen de l'aleta dorsal en el punt més allunyat de les aletes pectorals. Aleta dorsal amb 6-7 radis i amb el marge recte. Aletes pectorals amb 9-11 radis (el primer no ramificat i molt engrossit). Aletes pelvianes inserides posteriorment a la base de l'aleta dorsal. Aletes pelvianes amb 5 radis (el primer no ramificat i força engrossit) i el marge posterior recte. Aleta caudal força emarginada o bifurcada i amb els extrems dels lòbuls puntuts. Aleta anal amb la base curta, el marge gairebé recte, 36 radis i amb el seu origen posterior a l'origen de la base de l'aleta adiposa. Presència d'aleta adiposa. Àrees laterals i superior del cap i del cos de color marró i, de vegades, amb grans taques negres. Part inferior del cap de color groc fosc. Ventre de marró a groc fosc. Aletes dorsal, adiposa, caudal i anal marrons. Aletes pectorals i pelvianes amb les superfícies superiors de color marró i les inferiors grogues clares. Aletes dorsal i caudal sovint amb franges medials pigmentades fosques. Barbetes maxil·lars i mandibulars de color marró. Aleta caudal amb una banda en forma de mitja lluna fosca a la base. Es diferencia d'Amphilius chalei, d'Amphilius cryptobullatus, d'Amphilius krefftii i d'Amphilius uranoscopus per l'absència de taques clares a l'àrea d'origen i d'inserció de l'aleta dorsal; d'Amphilius athiensis per l'absència de petites taques fosques al cap, el cos i les aletes, i per tindre més curtes les barbetes mandibulars interiors; d'Amphilius cryptobullatus i d'Amphilius krefftii per la forma bifurcada (vs. emarginada) de l'aleta caudal; d'Amphilius krefftii pel seu cos més allargat i amb 37-40 vèrtebres totals (vs., generalment, 36); d'Amphilius uranoscopus per la seua coloració corporal uniforme marró o marró amb grans taques fosques (vs. gris amb una franja negra i difusa al llarg dels flancs); i d'Amphilius chalei per posseir un peduncle caudal més curt.

## Alimentació
Hom creu que, de la mateixa manera que les altres espècies d'Amphilius, es nodreix principalment d'insectes aquàtics bentònics.

## Hàbitat i distribució geogràfica
És un peix d'aigua dolça, demersal i de clima tropical, el qual viu a Àfrica: les conques dels rius Tana i Ewaso Ng'iro a Kenya.

## Observacions
És inofensiu per als humans i el seu índex de vulnerabilitat és baix (12 de 100).